# Бобровня (Брянська область)
Бобровня (рос. Бобровня) — присілок в Дубровському районі Брянської області Російської Федерації.
Населення становить 7 осіб. Входить до складу муніципального утворення Пеклинське сільське поселення.

## Історія
Від 2005 року входить до складу муніципального утворення Пеклинське сільське поселення.

## Населення
| 2010 | 2013 |
| ---- | ---- |
| 6    | ↗7   |